# Bad Hall
Bad Hall est une commune autrichienne du district de Steyr-Land en Haute-Autriche.